# Geher-Länderkampf der Männer 1954 Dänemark – BR Deutschland
| 4. Leichtathletik-Länderkampf mit bundesdeutscher Beteiligung 1954 | 4. Leichtathletik-Länderkampf mit bundesdeutscher Beteiligung 1954 |               |
| ------------------------------------------------------------------ | ------------------------------------------------------------------ | ------------- |
|                                                                    |                                                                    |               |
| Geher-Vergleich der Männer: Dänemark – BR Deutschland              |                                                                    |               |
| Austragungsort                                                     | Omme                                                               |               |
| Wettbewerbe                                                        | 2                                                                  |               |
| Datum                                                              | 4. Juli 1954                                                       |               |
| 1. FRG 2. DNK                                                      | 23 Punkte 21 Punkte                                                |               |
| Chronik                                                            |                                                                    |               |
| ← FRG-ITA (F)                                                      | FRG-SUI (M) →                                                      | FRG-SUI (M) → |

Der vierte Vergleich des Länderkampfjahres 1954 war speziell auf eine Disziplin bezogen. Einen Tag nach dem Länderkampf der Frauen gegen Italien trafen die bundesdeutschen Geher am 4. Juli zum zweiten Mal auf Dänemark. Gastgeber war der dänische Ort Omme. Den Vergleich im Vorjahr hatte die Bundesrepublik Deutschland für sich entschieden.

## Ergebnis
Auf dem Programm standen das 10.000-m-Bahngehen sowie ein Wettbewerb im Straßengehen über 25 Kilometer. Die bundesdeutschen Geher gewannen zwar beide Disziplinen, dennoch ging es wegen der guten Platzierungen der Dänen auf den Rängen hinter den jeweiligen Siegern in der Gesamtwertung äußerst knapp zu. Die Bundesrepublik Deutschland konnte den Länderkampf mit 23 zu 21 Punkten gerade so für sich entscheiden.

## Resultate

### 10.000 m Bahngehen
| Platz | Athletin             | Land | Zeit (min) |
| ----- | -------------------- | ---- | ---------- |
| 1     | Claus Biethan        | FRG  | 48:02,8    |
| 2     | Ragnvald Thunestvedt | DNK  | 48:53,6    |
| 3     | Wolfgang Döring      | FRG  | 49:06,8    |
| 4     | Leo Rosschou         | DNK  | 50:24,6    |
| 5     | Alfred Fattmann      | FRG  | 50:54,0    |
| 5     | Alfred Schnabel      | FRG  | 50:54,0    |
| 7     | Arne Halvorsen       | DNK  | 51:59,6    |
| 8     | Einar Kraft          | DNK  | 54:23,0    |

### 25-km-Straßengehen
| Platz | Athletin             | Land | Zeit (h)  |
| ----- | -------------------- | ---- | --------- |
| 1     | Viktor Siuda         | FRG  | 2:12:36,2 |
| 2     | Harry Kristensen     | DNK  | 2:14:23,2 |
| 3     | Christian Rosschou   | DNK  | 2:17:35,2 |
| 4     | Knud Johansen        | DNK  | 2:13:42,4 |
| 5     | Hans-Joachim Dressel | FRG  | 2:20:33,4 |
| 6     | Rudi Lüttge          | FRG  | 2:22:51,8 |
| 7     | Emil Griem           | FRG  | 2:25:23,0 |
| 8     | Leif Wernblad        | DNK  | 2:35:43,8 |